# Fradique de Menezes
Fradique de Menezes, född 21 mars 1942 på ön São Tomé, var São Tomé och Príncipes president 2001–2003 och 2003–2011. Menezes gick i skola i Portugal för att sedan fortsätta med högre studier vid Université Libre de Bruxelles. Menezes är en skicklig affärsman. Han var São Tome och Príncipes utrikesminister mellan 1986 och 1987. Han valdes till president i juli 2001 då han fick 55,2% av rösterna och vann därmed över Manuel Pinto da Costa som fick runt 40%.